# 查尔斯·戴维·阿利斯
查尔斯·戴维·阿利斯（英语：Charles David Allis，1951年3月22日—2023年1月8日），美国分子生物学家，他曾擔任洛克菲勒大学的Joy and Jack Fishman教授以及染色质生物学和表观遗传学实验室的主任。

## 研究
阿利斯在纽约罗切斯特大学担任博士后研究员。1981年成为休斯敦贝勒医学院助理教授，1988年成为生物化学教授。1990年，在雪城大学任生物学教授，1995年成为罗切斯特大学生物学教授。1997年至1998年，他在大学医学院任肿瘤学教授。1998年至2003年任弗吉尼亚大学生物化学和分子生物学教授。自2003年以来是洛克菲勒大学的表观遗传学和染色质生物学教授，并任实验室主任。
为了追求理解DNA-组织蛋白蛋白质复合物和允许基因激活的复杂系统，阿利斯的实验室专注于通过组织蛋白修饰的染色质信号传导 - 乙酰化，甲基化和磷酸化。 阿利斯以破译影响染色质基本重复单元的调控机制而闻名。阿利斯不是第一个识别组织蛋白乙酰转移酶活性的人（Cano, A. & Pestana, A. 纯化和来自Artemia salina的组织蛋白乙酰转移酶的特性，对H1组蛋白高效.Eur.J. Biochem.97,65-72（ 1979）），以及它在基因表达调控中的作用（Allfrey，VG（1970）Fed.Proc.29,1447-1460。）但他引起了对染色质功能的重新关注。组织蛋白乙酰化以及其他修饰（甲基化，磷酸化，泛素化）可构成“组织蛋白密码”或“表观遗传密码”。 虽然DNA密码负责RNA和蛋白质的序列，但组织蛋白密码可能最终负责该遗传信息的表观遗传调控。 阿利斯通过含有组织蛋白乙酰转移酶的转录共激活因子，在靶向组织蛋白乙酰化和基因特异性转录激活之间发现了关键环节。在进一步的研究中，他将组织蛋白磷酸化事件与有丝分裂和丝裂原作用联系起来，建立了组织蛋白磷酸化和乙酰化事件之间的协同作用，并阐述了“组织蛋白密码假说”（及其扩展），这是控制表观遗传学的被引用次数最高的理论之一。
阿利斯的研究涉及染色质、脱氧核糖核酸和蛋白质的复合体。染色质在基因表达中起着至关重要的作用。阿利斯的工作是确定染色质的结构和功能的过程和化学变化。一个可能的应用是激发那些阻止肿瘤的基因，并抑制那些刺激肿瘤生长的基因。这项研究对人类生物学和人类疾病，特别是癌症的影响是深远的，并且以惊人的速度继续发展。

## 教育
- 1973年于辛辛那提大学获得生物学学士学位。
- 1975年，他从印第安纳大学获得生物学硕士学位。
- 1978年，他从印第安纳大学获得生物学博士学位。
- 1978-1981年于罗切斯特大学担任博士后研究员。

## 荣誉
- 2001年，美国艺术与科学学院院士
- 2002年，匹兹堡大学医学院的Dickson医学奖
- 2004年，威利奖
- 2005年，美国国家科学院院士
- 2007年，阿利斯获盖尔德纳国际奖。[2]
- 2008年，ASBMB-Merck生物医学科学杰出研究奖
- 2011年，Brandeis大学Lewis S. S. Rosenstiel杰出基础医学研究奖（与迈克尔·格伦斯坦博士共享）
- 2011年，芝加哥大学生物医学科学杰出研究Howard T. Ricketts奖
- 2013年，瑞典斯德哥尔摩Karolinska Institutet的Nicholson奖讲师
- 2014年，日本国际奖[3]
- 2014年，法国科学院的Charles-Léopold Mayer Prize
- 2015年，生命科学突破奖
- 2016年，洛克菲勒基金会的格鲁伯遗传学奖(与迈克尔·格伦斯坦共同获得)[4]
- 2017年，March of Dimes Prize in Developmental Biology[5]
- 2018年，拉斯克奖基础医学奖(与迈克尔·格伦斯坦共同获得)[6]